# John Carr (Politiker, 1819)

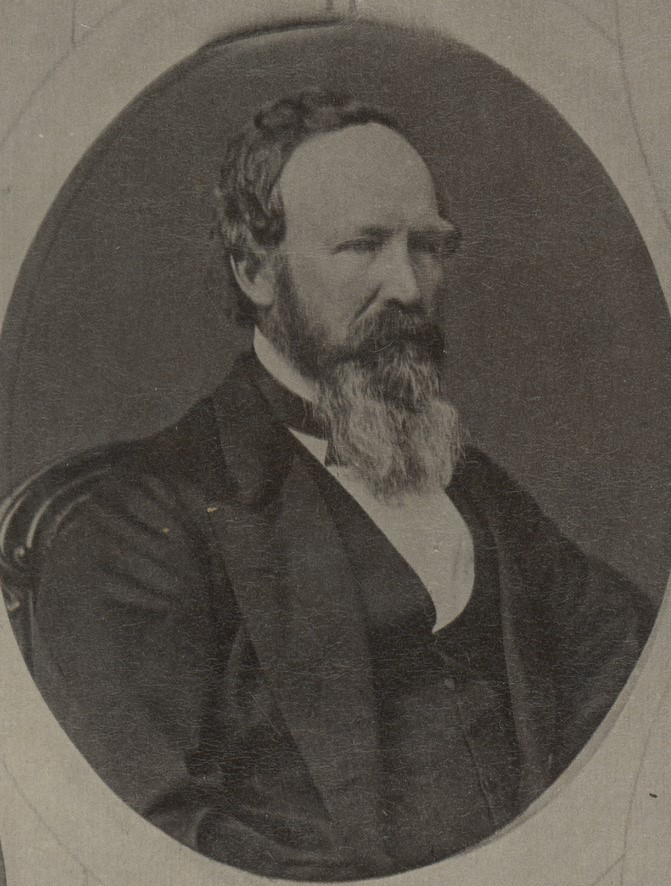
John Carr (1872)

Hon. John Carr (* 21. September 1819 in Conisbrough, Yorkshire; † 9. Februar 1913) war ein australischer Politiker, der unter anderem zwischen 1865 und 1879 und von 1881 bis 1884 Mitglied des South Australian House of Assembly sowie von 1875 bis 1876 Vorsitzender der Ausschüsse und dadurch stellvertretender Sprecher des House of Assembly war. Ferner bekleidete er Ministerämter in verschiedenen Regierungen.

## Leben
John Carr, Sohn von William Carr, besuchte die Schule in Tickhill und arbeitete danach auf der väterlichen Farm, ehe er 1862 nach Australien auswanderte und pastorale Naturweidewirtschaft von Milchvieh in Blackwood und auf der Nullarbor-Ebene betrieb. Danach lebte er in Port Adelaide und war dort Direktor verschiedener Unternehmen sowie Vorstandsvorsitzender der Gesellschaft der Südaustralischen Kupferminen (Corporation of South Australian Copper Mines). Er engagierte sich ferner als Vorsitzender des District Council of Onkaparinga und als Friedensrichter (Justice of the Peace).
Am 9. März 1865 wurde Carr im damaligen Zwei-Personen-Wahlkreis Noarlunga erstmals zum Mitglied der South Australian House of Assembly gewählt, des Unterhauses des Parlaments von South Australia, und konnte sich dabei gegen den bisherigen Mandatsträger Charles Thomas Hewett durchsetzen. Er vertrat diesen Wahlkreis bis zu seinem Mandatsverzicht am 16. Dezember 1879, woraufhin John Colton am 6. Januar 1880 dieses Mandat übernahm.
Am 30. Mai 1870 wurde Carr in die dritte Regierung von Premier John Hart berufen und fungierte in dieser bis zum 10. November 1871 als Minister für öffentliche Arbeiten (Commissioner of Public Works). Den Posten als Minister für öffentliche Arbeiten übte er zudem zwischen dem 10. November 1871 und dem 22. Januar 1872 in der zweiten Regierung von Premier Arthur Blyth aus.
Am 12. Mai 1875 wurde er als erster Deputy Speaker and Chairman of Committees zum stellvertretenden Sprecher und Vorsitzenden der Ausschüsse der Legislativversammlung gewählt und bekleidete diese Funktionen bis zum 6. Juni 1876, woraufhin William Townsend diese Funktionen am 22. Juni 1876 übernahm. Er selbst übernahm daraufhin zwischen dem 6. Juni 1876 und dem 26. Oktober 1877 in der ersten Regierung von Premier John Colton das Amt als Minister für Ländereien der Krone und Einwanderung (Commissioner of Crown Lands and Immigration). Am 2. Mai 1878 wurde ihm der Höflichkeitstitel The Honourable verliehen.
Zuletzt wurde John Carr am 25. April 1881 im Zwei-Personen-Wahlkreis Onkaparinga wieder zum Mitglied der Legislativversammlung gewählt und löste dabei William Henry Bundey ab. Er vertrat diesen Wahlkreis bis zu seiner Niederlage gegen Frank Johnson bei der Wahl am 8. April 1884.